# Max Payne 3
Max Payne 3 é um jogo eletrônico de tiro em terceira pessoa de 2012 desenvolvido e publicado pela Rockstar Games. O jogo foi inicialmente lançado para PlayStation 3 e Xbox 360 em 15 de maio de 2012; um porte para Windows foi lançado em 29 de maio, seguido de um porte para OS X em 20 de junho de 2013. É a sequência de Max Payne 2: The Fall of Max Payne e o terceiro jogo da série Max Payne. Também está disponível para Xbox One e Xbox Series X/S através da retrocompatibilidade.
Max Payne 3 é jogado numa perspectiva de terceira pessoa. Ao longo do modo single-player, os jogadores controlam Max Payne, um ex-detetive da NYPD. Nove anos após os acontecimentos do segundo jogo, Max encontra trabalho como segurança privado em São Paulo, Brasil, mas se envolve em uma situação cheia de morte e traição. Um modo multijogador online está incluído no jogo, permitindo que até 16 jogadores participem de uma jogabilidade cooperativa e competitiva em recriações de múltiplas configurações do modo single-player.
Como parte da pesquisa para o cenário de Max Payne 3, os desenvolvedores realizaram pesquisas de campo em São Paulo durante o desenvolvimento e capturaram imagens para a equipe de design. As tarefas de desenvolvimento foram compartilhadas entre muitos estúdios da Rockstar em todo o mundo.
Max Payne 3 recebeu críticas positivas dos críticos, que elogiaram sua jogabilidade, narrativa e temas de ação, embora algumas críticas visassem a mudança de estilo de seus antecessores, seu design linear e a representação de São Paulo. Em maio de 2013, o jogo já havia vendido quatro milhões de unidades. Foi indicado para vários prêmios de final de ano de diversas publicações de jogos, ganhando vários deles.

## Jogabilidade

Em Max Payne 3 regressa também o bullet-time. Imagem que mostra a "killcam" das últimas balas disparadas na direcção do ultimo inimigo.

Max Payne 3 é um jogo de tiro na terceira pessoa no qual o jogador assume o papel de seu personagem principal, Max Payne. Max Payne 3 contará com o zoom sobre o ombro e mecânica de cobertura. No entanto, estes só vão servir como enfeite do clássico "correr e disparar" do jogo.
Em Max Payne 3 regressará também o bullet-time nas sequências de ação, em que a franquia é bastante notável. Em bullet-time, será possível ver todas as balas fazerem um buraco nos seus inimigos. A mecânica de "Last Man Standing", o que dá Max um alívio da morte por um pequeno período, se ele tiver um analgésico com ele. Se o jogador é capaz de encher o inimigo que o feriu com balas irá então recuperar a energia suficiente.
Max Payne 3 mantém a mecânica de atirar-esquivar dos jogos anteriores. Max também será capaz de permanecer no solo após um mergulho, o que lhe permite atirar em 360 graus em redor. Rockstar combinou a física e animação, de modo que quando Max mergulha, é de acordo e apropriado ao seu ambiente. Através da utilização avançada do motor Euphoria, atirando e matando os inimigos em Max Payne 3 ficará visivelmente mais realista do que em todos os jogos anteriores da Rockstar.
Novo na série são os movimentos de ação cinematográficas, essencialmente vídeos interactivos. Max, por exemplo, deve saltar de uma varanda de fábrica, agarrar um gancho do guindaste e atirar contra uma multidão de bandidos, enquanto gira em câmara lenta.

### Multiplayer
As características multiplayer do jogo incluem mapas, personagens e modos que mudam dinamicamente dentro do jogo, bem como sistemas de classificação, recompensas e clãs.

## Enredo
De acordo com Sam Houser da Rockstar, é a sua intenção de iniciar um novo capítulo da vida de Max Payne com o jogo. "Isto é Max como nós nunca o vimos antes, alguns anos mais velho, mais cansado da vida e mais cínico do que nunca." Desde o último jogo, a imprensa afirma que Max deixou Nova Iorque para trás e "deriva de mal a pior" O comunicado de imprensa, em seguida, continua a dizer que Max foi traído e está procurando a verdade e uma saída. A Rockstar inicialmente afirmou que James McCaffrey não voltaria ao papel de Max Payne, optando por um ator mais velho. No entanto, na revista Edge, foi confirmado que James McCaffrey não só voltaria a dar a voz a Max Payne, mas também retornar em pleno atuando através de captura de movimento.

### Cenário
O jogo decorre em São Paulo, Brasil, onde Payne está trabalhando na sector da segurança privada para uma rica família local, oito anos após os eventos do segundo jogo.
Max Payne agora trabalha na proteção de executivos para os ricos Rodrigo Branco, na esperança de escapar às lembranças conturbadas do seu passado. Quando uma gangue de rua sequestra a esposa de Rodrigo, Max é puxado para uma conspiração sombria, em que todos os aspectos da sociedade de São Paulo estão envoltos numa teia mortal que ameaça engolir tudo e todos ao seu redor.

### Personagens
Max Payne sai dos Estados Unidos devido a uma série de acontecimentos, nos quais reencontrou Raul Passos. Junto com Passos, Max Payne foi para São Paulo, e passou a trabalhar como guarda-costas pessoal da Família Branco. Raul Passos é um detetive da polícia de Nova Iorque, que passou a trabalhar com segurança privada em São Paulo. Raul é um velho amigo de Max Payne, e recruta-o para trabalhar em um setor de segurança privada em São Paulo. Victor Branco é irmão de Rodrigo, sendo o filho do meio. No jogo é um deputado federal que concorre a prefeitura da cidade de São Paulo. É revelado sendo o principal antagonista. Fabiana "Faba" Branco é a esposa de Rodrigo Branco, um empresário imobiliário, que vive em São Paulo. Ela é famosa em São Paulo, sendo muitas vezes vista em aberturas de galerias, desfiles de moda e estreias de filmes. Rodrigo Branco é um homem de negócios e magnata imobiliário brasileiro. É o chefe de Max e Raul Passos em São Paulo. Serrano é o antagonista da primeira parte do jogo, seu nome verdadeiro é desconhecido. "Serrano" ganhou o apelido porque ele passou a maior parte de sua infância na Serra da Mantiqueira. Seus pais eram imigrantes africanos que morreram quando ele tinha 8 para 9 anos de idade. Com a idade de 12 anos, ele já cometeu seu primeiro assassinato. Álvaro Neves é um criminoso brasileiro, o fundador e líder do Crachá Preto. Foi capitão em Unidade de Forças Especiais, de 2001 até 2005.

### História

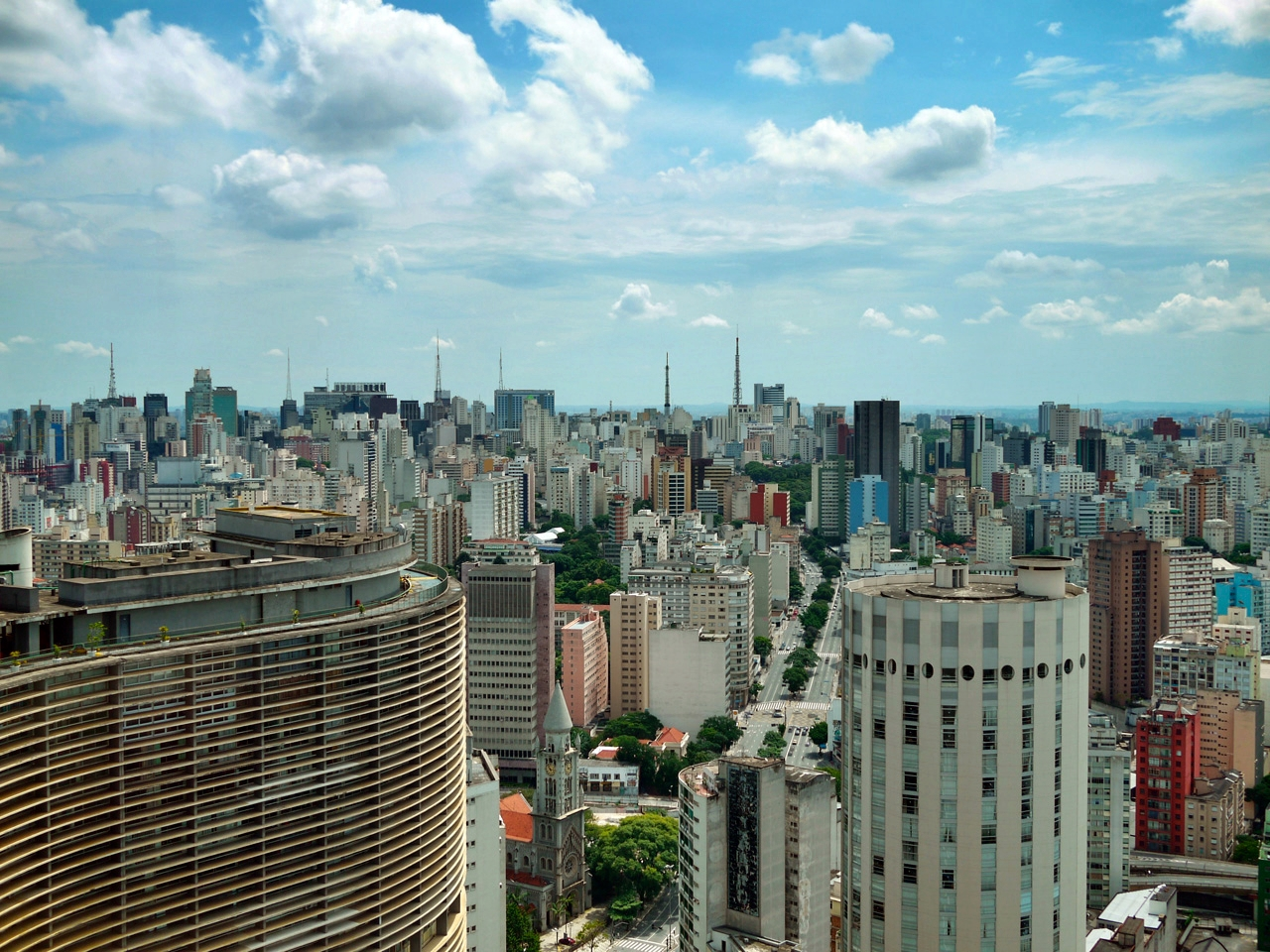
Pela primeira vez na série a ação decorre fora de Nova Iorque, situando-se em São Paulo, Brasil.

A história do jogo começa in media res, no momento em que Max Payne aponta sua arma para um soldado que agoniza mutilado no chão em frente a um hangar em chamas. Logo em seguida, a história regressa alguns dias para uma festa numa cobertura luxuosa em São Paulo, onde Max e seu amigo Raul Passos trabalham como guarda-costas da família Branco, composta por Rodrigo Branco (um empresário), sua mulher Fabiana (uma socialite) e seus irmãos Victor (um político candidato à prefeitura da cidade) e Marcelo (um baladeiro). Durante a festa, uma gangue chamada Comando Sombra invade o apartamento e tenta sequestrar Rodrigo e Fabiana, mas o plano é frustrado por Max. Dias depois, numa casa noturna, a mesma gangue tenta sequestrá-los novamente, e desta vez conseguem levar Fabiana. O ponto determinado para a entrega do resgate é o estádio do time de futebol fictício Galatians FC. Contudo, durante a entrega, policiais do grupo paramilitar Crachá Preto atacam os envolvidos na troca, iniciando um tiroteio generalizado. Max e Raul escapam, mas o grupo paramilitar consegue roubar o dinheiro. Enquanto deixa o local de helicóptero, Max tem um flashback que explica como ele foi parar no Brasil.
É revelado que após se aposentar da polícia de Nova Iorque, Max passa a maior parte de seus dias em bares, bebendo e tentando esquecer os acontecimentos que destruíram sua vida. Em uma dessas noites, Max é ameaçado de morte por Tony De Marco, filho de Anthony De Marco, um dos principais criminosos de Nova Jérsei. No entanto, é salvo por Raul, que, segundo o mesmo, foi um antigo amigo de Max antes do mesmo ingressar na polícia de Nova Iorque. Ambos bebem e celebram a noite quando minutos depois, Tony De Marco volta com alguns comparsas armados e tenta novamente ameaçar Max e Raul. Quando Tony agride uma mulher presente no local, Max se enfurece e acaba matando-o.
Um tiroteio é desencadeado e ambos os ex-policias se esgueiram pelas ruas de Nova Jérsei, fugindo dos mafiosos que agora os perseguem. Os dois chegam no apartamento de Max, onde buscam um pouco de descanso, mas Anthony vai junto com seus guarda-costas ao apartamento com o objetivo de tentar vingar seu filho. Max e Raul conseguem fugir pelos telhados e becos de Hoboken, assim escapando da morte mais uma vez. Percebendo que Max já é um homem morto em Nova Jérsei, Raul Passos o convida para trabalhar como guarda-costas na América do Sul, mais precisamente em São Paulo. Max reluta, mas acaba aceitando a proposta.
De volta ao enredo principal do jogo, Max e Raul percorrem o Rio Tietê de lancha até chegarem a uma base do Comando Sombra, localizada na periferia da cidade. Lá, Max chega perto de salvar Fabiana, mas acaba perdendo ela de vista após uma perseguição no rio. No dia seguinte, Max e Raul discutem a situação com Victor, Rodrigo e Armando Becker, o comandante do batalhão local de uma unidade especial da polícia chamada Unidade de Forças Especiais (UFE, algo equivalente ao GATE, o BOPE ou a SWAT). Logo após a reunião, vários homens do Crachá Preto invadem a empresa. Max mata todos eles, mas um assassino não revelado executa Rodrigo e deixa uma bomba em sua sala, que destrói parcialmente o prédio. Max escapa, mas não sem antes descobrir de um policial prestes a morrer que o cativeiro de Fabiana é a favela Nova Esperança, e que o ataque à empresa dos Branco era uma tentativa de capturá-lo e vingar a morte dos membros da organização paramilitar que ele matou.
Max decide entrar na favela para procurar Fabiana, mas antes raspa sua cabeça para se disfarçar. Na comunidade, ele é zombado e assaltado por traficantes e logo se perde. Numa prostíbulo, Max encontra um policial chamado Wilson da Silva, que explica para ele que o Crachá Preto é ligado a Rodrigo, que os contratou para limpar favelas em uma determinada área de modo a possibilitar a implementação de um empreendimento varejista. Wilson explica a Max que a UFE e Victor podem estar ligados à sua situação.
Max encontra Fabiana sendo mantida refém com sua irmã Giovanna (que também é a namorada de Raul) e Marcelo, que tentaram pagar o resgate sozinhos, em vão. Max tenta salvá-los, mas Serrano (o líder do Comando Sombra e mandante dos sequestros) executa Fabiana. Imediatamente após o disparo, a UFE irrompe na favela e Serrano e seus homens levam Giovanna e Marcelo e deixam Max sozinho com um deles.
Max então tem outro flashback, no qual ele é mostrado visitando o cemitério onde sua esposa e filha estão enterrados antes de partir para o Brasil. Durante a visita, Max é atacado por assassinos enviados por Anthony De Marco, o criminoso cujo filho foi morto anteriormente pelo protagonista do jogo. Max e Raul conseguem novamente escapar da morte, porém são capturados pelos capangas do vilão e obrigados a cavar suas próprias covas, onde serão enterrados após pagarem com a vida pela morte de Tony. Ambos conseguem escapar da captura e no processo acabam matando inúmeros assassinos presentes no cemitério, continuando assim até chegar em uma igreja que acreditavam ser segura. Raul Passos telefona para um contato e garante a Max Payne que ambos poderão ficar em Queens por um tempo até poderem viajar em segurança para o Brasil.
De volta ao enredo principal, Max consegue se livrar do traficante e parte à procura de Serrano, enquanto um conflito armado entre a UFE e os traficantes se inicia. Ele testemunha homens do Crachá Preto e da UFE trocando dinheiro por moradores da favela capturados, além de algumas cenas de tortura protagonizadas pelos policiais contra os favelados. Max finalmente encontra os dois, mas eles estão nas mãos de Milo Rego, o número dois do Crachá Preto. Marcelo é morto no "microondas" (quando a vítima é colocada dentro de uma pilha de pneus até ficar só com a cabeça para fora, e então é queimada viva). Max parte pra cima de Milo, e, após matá-lo, salva Giovanna e foge com ela para a garagem da companhia local de ônibus. Lá, Max descobre que Giovanna está grávida. Após matar vários membros da UFE, Max leva Giovanna a um local seguro onde ela é salva por Raul, que deixa o local sem esperar Max, que, por sua vez, é salvo por Wilson.
Wilson revela que fez uma pesquisa sobre o passado de Raul e descobre que ele esteve seis vezes na folha de pagamento de Victor (e não de Rodrigo, que é o chefe deles), e até recebeu uma passagem para Nova Iorque para que ele contratasse Max. Wilson então questiona Max sobre o que aconteceu no Canal do Panamá. Vem então mais um flashback, no qual Max e Raul estão em uma festa num iate protegendo Marcelo. O iate é então atacado por piratas de uma guerrilha local, mas Max logo percebe que este não é um ataque qualquer, pois os criminosos tentam arrombar um compartimento secreto da embarcação. O que quer que estivesse lá dentro já não se encontra mais no local quando Max chega. Depois de se livrar de todos os inimigos, Max encontra Raul e Marcelo colocando o conteúdo do compartimento na caçamba de uma caminhonete. O protagonista então desconfia que ele foi contratado apenas para servir de bode expiatório para quaisquer que sejam as atividades ilícitas nas quais os Branco estejam envolvidos.
De volta ao enredo principal, Wilson deduz que Raul e Victor armaram uma cilada para Max, para que Victor tivesse acesso à fortuna de Rodrigo e ganhasse mais votos nas eleições por meio da exploração das mortes de seus parentes. Wilson conta a Max que há um hotel abandonado no qual membros do Crachá Preto e da UFE são vistos entrando com prisioneiros que nunca mais saem de lá. Oficialmente, não há nada que Wilson possa fazer mesmo sendo um policial e sabendo do esquema, então Max entra no local sozinho para investigar. Ele descobre que, no local, os prisioneiros eram mortos e tinham seus órgãos roubados e vendidos no mercado negro, e que policiais da UFE ganhavam dinheiro por cada prisioneiro que traziam. Um dos prisioneiros é Serrano. Quando Max o encontra, ele percebe que Serrano já pagou sua dívida com ele, e o deixa sozinho numa sala para que pudesse matar o cirurgião que removia os órgãos dos prisioneiros, vingando-os.
Enquanto isso, Max coloca explosivos nos pilares do prédio para demoli-lo. Enquanto o prédio começa a ruir, Max enfrenta o líder do Crachá Preto, Álvaro Neves, e seus homens. Este consegue dominar Max, mas acaba morto por Raul no último instante. Max descobre que seu ex-companheiro da polícia não sabia dos planos dos Branco. Raul então deixa o Brasil com Giovanna, e Max discute com Wilson os próximos passos contra os policiais corruptos. Max decide invadir uma delegacia, onde ele encontra as imagens do circuito interno de monitoramento da sede da empresa dos Branco, que revelam o assassino de Rodrigo: um membro da UFE. Max vinga a morte de Rodrigo e enfrenta Becker. Victor surge e domina Max. Antes de fugir com Becker, ele explica a Max que ele queria mais dinheiro do irmão para sua campanha política. Ele pediu para que o Crachá Preto interviesse na entrega do dinheiro do resgate no estádio para que o montante fosse investido no esquema da venda de órgãos, cujos lucros financiariam sua campanha.
Victor e Becker fogem para o aeroporto da cidade (o fictício Aeroporto de Piratininga). Após um intenso tiroteio, Max encontra os dois tentando embarcar num jatinho particular. Becker tenta matar Max com um lança-granadas, mas Max atira em uma delas logo após ser lançada, estraçalhando parte do braço de Becker. O jogo chega então à cena que serviu como sua abertura, e Max observa enquanto Becker agoniza, permitindo ao jogador escolher entre executá-lo ou deixá-lo morrer. Max se apodera do lança-granadas, entra no carro de Wilson (que acabara de chegar ao local) e parte no encalço do jatinho de Victor. Com a arma, Max destrói a aeronave, mas Victor sobrevive. Max ameaça matá-lo, mas Wilson pede que ele o deixe vivo para que possa pagar pelos seus crimes. Victor zomba de Max, dizendo que vai se safar, e então o protagonista quebra a perna do criminoso, dizendo que ele irá se safar mancando.
Uma semana depois, Max está numa praia na Bahia e assiste às notícias internacionais, que informam a desativação temporária do batalhão de Becker na UFE devido ao envolvimento da unidade no tráfico de órgãos. A matéria também mostra que Victor foi encontrado enforcado em sua cela, mas não é claro se ele foi morto ou se suicidou. O jogo termina com Max caminhando pela praia.

## Promoção e Lançamento
A Rockstar Games publicou uma competição onde os seguidores do seu Twitter que "twitavam" usando a hashtag #MaxPayne3 durante o dia 13 janeiro de 2012, poderiam ver o seu destaque no modo multiplayer do jogo. "Se você for um dos escolhidos, entraremos em contato tanto via tweet ou mensagem direta para pedir uma foto sua para consideração. Vamos então escolher dois finalistas de cada grupo a cada semana (oito pessoas no total), que irá ter o seu aspecto numa personagem gangue no modo multiplayer no nosso próximo shooter de ação Max Payne 3", disse a Rockstar.
Rockstar colaborou com vários pontos de venda com bónus de pré-ordem disponíveis através de cadeias de lojas em todo o mundo. O "Cemitery Multiplayer Map" é um pacote de mapas, onde clientes que pré-compraram o jogo têm acesso precoce ao mapa. "The Silent Killer Multiplayer Loadout Pack" inclui a "devastadoramente destrutiva" arma anti-tanque, o "Slippery Character Burst" que permite rapidamente escapar a um tiroteio mortal, e um aparelho de escuta que amplifica o som, permitindo ao jogador ouvir os inimigos a uma maior distância. Também os que pré-encomendaram o jogo em lojas especificadas receberão um código que permite ter o "Multiplayer DLC Pack" gratuito.
Uma Edição Especial de Max Payne 3 está disponível para pré-venda até 2 de abril de 2012. A Edição Especial inclui uma estátua de 10" de altura de Max Payne, uma série inspirada no jogo de arte impressa, um porta-chaves Bullet Keychain (cobre e latão banhado a ferro em forma de bala) e a banda sonora oficial de Max Payne 3. Conteúdo exclusivo para multiplayer consiste nos pacotes Classic Multiplayer Character Pack e Disorderly Conduct Multiplayer Weapons Pack.
Tanto as versões Xbox 360 e PlayStation 3 apresentam recompensas, respectivamente, para Avatares e para a rede social PlayStation Home. A Rockstar Games Social Club é um site que exibe as estatísticas do jogo de usuários registados, competições e prêmios com base na atividade do jogador dentro do jogo.

### Conteúdo Transferível
A 1 de Maio de 2012, a Rockstar anunciou que ao longo do ano, sete pacotes para transferência irão ser lançados na PlayStation Network e na Xbox Live. Os jogadores terão a possibilidade de comprar os pacotes individualmente ou adquirir todos de uma vez com desconto incluído (acima de 35%), comprando a "Rockstar Pass".

## Recepção
Max Payne 3 foi bem recebido pela critica especializada, tendo sido muito elogiado o argumento, a tonalidade do jogo, o desenvolvimento do personagem e o multijogador. O jogo tem uma pontuação de 87% no site Metacritic para a versão Xbox 360 (baseado em 32 criticas) e 90% (baseado em 5 criticas) para a versão PlayStation 3.
O The New York Times adorou o jogo, afirmando "Lustroso, com estilo e brutal... Max Payne 3 é um jogo de ação firme e convincente envolvido no detalhe da produção sumptuosa, corajosa e encantadora que é a marca Rockstar. Isso significa escrita e dublagem perfeita, design visual realista e com gosto, e de longe o mais fino gosto musical num jogo." The Guardian chamou ao jogo "Uma obra-prima do submundo carnal, depravação e violência". Kotaku refere "Grande história, mecânicas fantásticas e um multijogador inventivo... Bem vindo a casa, Max. É bom ver-te de novo, seu pobre coitado."
A GamesRadar deu ao jogo uma pontuação perfeita (10/10) afirmando "Entre o ritmo, a apresentação e o excelente jogo de armas, Max Payne 3 acabou de elevar a franquia para os próximos jogos de ação. Bem-vindo de volta."
A GameSpot com uma pontuação de 9/10 refere que "com um jogo de armas selvagem, uma história que absorve, Max Payne 3 é um shooter excitante que te agarra e nunca mais larga".
Marty Silva para o site 1UP (A-) refere que a história de Max Payne 3 é "morte transformada em forma de arte" e que a "Rockstar Games prova que a caneta é mais poderosa que a arma."
No entanto, a GameTrailers foi menos favorável ao jogo, dando-lhe a pontuação 7.6/10, citando problemas com a estrutura da narrativa e na jogabilidade, mas aplaudindo o multijogador. A Eurogamer deu ao jogo 7/10, afirmando "Outra vez o mesmo, não conseguimos escapar à sensação de que a Rockstar não é tão boa em shooters na terceira pessoa como é em jogos de mundo aberto como Grand Theft Auto ou Red Dead Redemption, e neste contexto linear é muito mais difícil de aturar os seus erros habituais quer seja na mecânica ou na dificuldade." A revista Edge também deu ao jogo 7/10, afirmando que "Max Payne 3 até pode resolver o problema de como fazer o recarregamento quando possuis mais do que uma arma, mas só esse detalhe sozinho não pode mudar o fato de que este é um jogo surpreendentemente conservador por parte da Rockstar."